# ژولی-آن روت
ژولی-آن روت (انگلیسی: Julie-Anne Roth؛ زادهٔ ۳۱ مارس ۱۹۷۳) بازیگر اهل کشور فرانسه است.
از فیلم‌هایی که وی در آن نقش داشته‌است، می‌توان به ملکه مارگو، پیام‌آور: داستان ژان دارک، عروس سوریه‌ای، وتل، دوچرخه‌سواری با مولیر و شادی هرگز به تنهایی نمی‌آید اشاره کرد.